# Nemzeti Lovarda (épület, 1858–1948)
A Nemzeti Lovarda budapesti sportlétesítmény. Egykori épülete az Ötpacsirta utcában, a Nemzeti Múzeum mögött (ma: Pollack Mihály tér) volt (1858–1948).

## Története
A Nemzeti Lovarda épülete 1857–1858-ban épült a mai Pollack Mihály téren a neves korabeli építész, Ybl Miklós tervei alapján. Célja az volt, hogy lovarda mellett lövölde, vív-, testgyakorló- és tánchelyszín legyen. A romantikus stílusú épület egyetlen nyeregtetővel fedett oromfalas középrésszel rendelkezett, amelyen vakívsoros párkányok és nagyméretű félköríves ablakok foglaltak helyet. Az oromzat csúcsát bronz lószobor díszítette. Az épületet a második világháború során kiégett, romjait 1948-ban elbontották. 